# Serilingampalle
Serilingampalle é uma cidade no distrito de Rangareddi no estado de Andhra Pradesh, sul da Índia. No censo de 2001 registrou-se uma população de 150 525 pessoas.